# Le Robert
Le Robert là một xã thuộc tỉnh hải ngoại Martinique nước Pháp.